# Nargiz Birk-Petersen
Nargiz Birk-Petersen (em azeri: Nərgiz Birk-Petersen) é uma comentarista e apresentadora de televisão azeri. Ente 22 e 26 de maio de 2012,será uma dos três apresentadores Festival Eurovisão da Canção 2012 que foi realizado em Bacu, no Azerbaijão, juntamente com Eldar Gasimov e Leyla Aliyeva.
Aos 16 anos, Nargiz teve sua primeira experiência em televisão. Durante seus anos de estudante nos Estados Unidos foi correspondente da TV Universitária Khazar, além de apresentar um programa em inglês na emissora. Nargiz é advogada, e enquanto estudava trabalhou como modelo para bancar seus estudos. Nargiz ainda exerce a profissão nos Estados Unidos e na Rússia.